# Satisfied (canción de Richard Marx)
«Satisfied»—en español: «Satisfecho»— es una canción compuesta e interpretada por el cantante estadounidense Richard Marx. Publicada en el segundo álbum Repeat Offender, llegando a ser el primer éxito del músico en alcanzar el puesto 1 de la Billboard Hot 100. 

## Listas
"Satisfied" fue el primer sencillo que salió a la luz tras la publicación del muy esperado segundo álbum de Richard Marx, Repeat Offender. Su difusión por la radio, y el videoclip llamó la atención del público debutando así en el puesto 39 en la Billboard Hot 100, durante la semana del 6 de mayo de 1989. El éxito de esta canción fue aún más abundante, alcanzando el puesto 1 en dicha lista en la semana del 24 de junio de 1989. "Satisfied" fue el primero de los cinco sencillos que llegaron al Top 20 del segundo álbum de estudio de Marx, que mantuvo al artista en la lista de sencillos durante el verano de 1990.

## Lista de popularidad
| Lista                              | Máxima posición |
| ---------------------------------- | --------------- |
| Estados Unidos (Billboard Hot 100) | 1               |